# UTC−12
0° пн. ш. 180° сх. д. / 0° пн. ш. 180° сх. д.
UTC-12 — частина дванадцятого часового поясу, яка розташована на схід від лінії зміни дат. Сюди найпізніше приходить нова доба. Зараз ця часова зона є єдиною без постійного населення. Час у поясі UTC-12 збігається з часом UTC+12, однак зміщений відносно нього на одну добу назад. Час тут на дванадцять годин відстає від всесвітнього та на чотирнадцять — від київського.
Географічні межі поясу:
- східна — 172°30' зх. д.
- західна — 172°30' сх. д.

Географічно пояс охоплює східну половину Чукотського півострова, частину Алеутських островів, острови Мідвей, атоли в центральній частині Тихого океану — Гауленд і Бейкер, острови Фенікс, Волліс і Футуна, Самоа, Східні острови Лау, острови Тонґа і острови Чатем, однак час цього поясу запроваджений не всюди.
Літерне позначення: Y (Часова зона Янкі)

## Використання

### Як стандартний час
- США
  - Гауленд
  - Бейкер

### Як літній час
Не використовується

## Історія використання
Додатково UTC-12 використовувався:

### Як стандартний час
- Кірибаті
  - Острови Равакі
- Маршаллові Острови
  - Еніветок
  - Кваджалейн

## Як літній час
Ніколи не використовувався